# Senones
Ne doit pas être confondu avec Senonnes.
Pour le peuple gaulois, voir Sénons.
Senones ([sənon], en vosgien de la montagne [snoːn]) est une commune française située dans le département des Vosges en Lorraine, dans la région administrative Grand Est. 
Historiquement, Senones fut la capitale de la principauté de Salm-Salm dépendant du Saint-Empire romain germanique érigée vers 1751 et annexée par la Convention en 1793. Ses habitants sont appelés les Senonais.

## Géographie

### Localisation

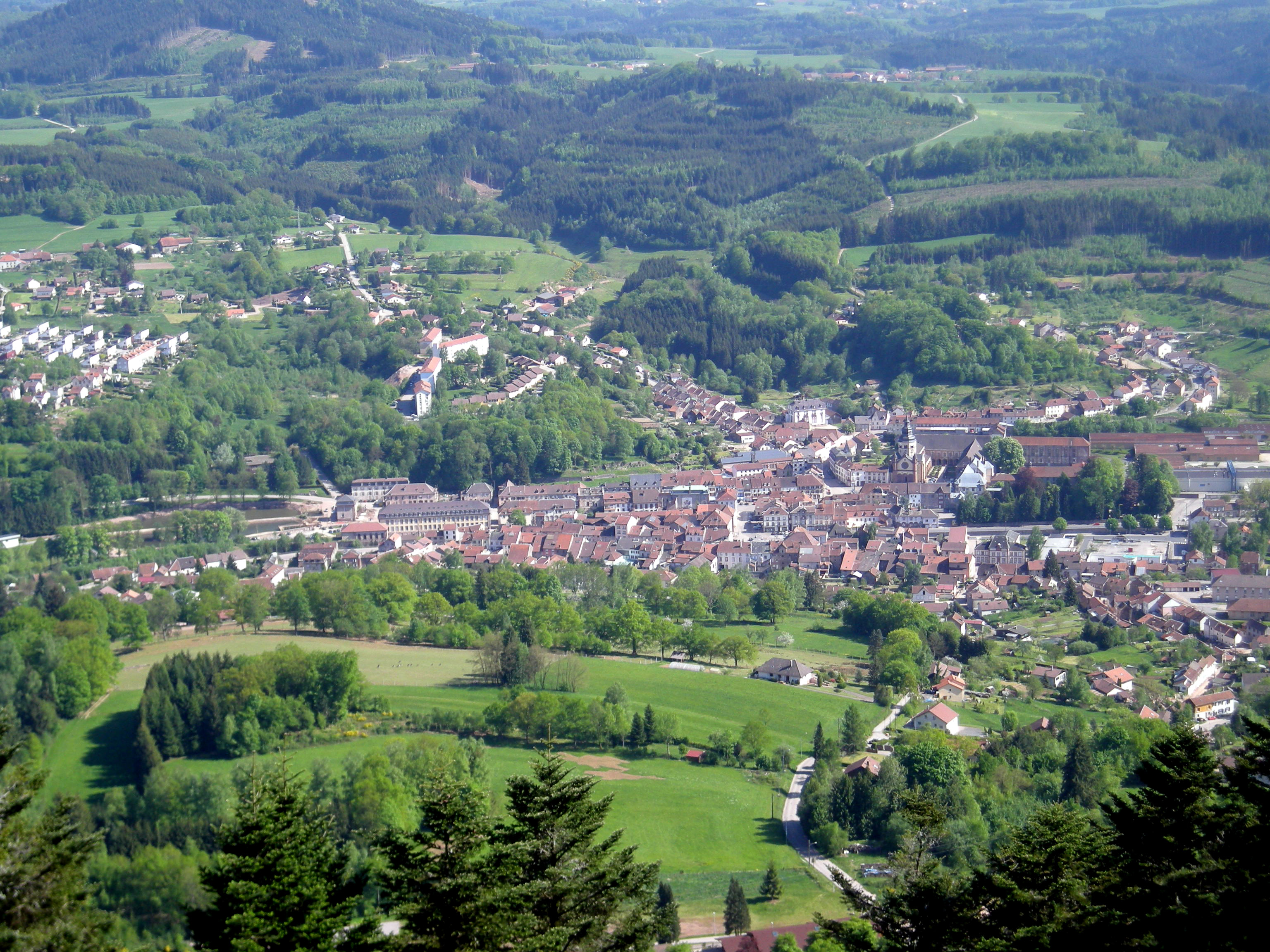
Le centre autour de l'abbaye, depuis la Roche Mère Henry (666 m)

Senones est située dans la vallée du Rabodeau, affluent en rive droite de la Meurthe, qui quitte son territoire pour Moyenmoutier à l'altitude de 328 mètres. La moitié nord du territoire communal est montagneuse et couverte de forêts ; elle est traversée par les ruisseaux de Ravine et de la Basse de Malfosse qui confluent en direction de Moyenmoutier. La commune y culmine à 722 mètres d'altitude, à la Tête d'Anteux, sommet partagé avec La Petite-Raon.
Senones est distant de 22 km de Saint-Dié-des-Vosges, de 80 km de Nancy et de 27 km de la commune alsacienne de Schirmeck via le col du Hantz, qui met Strasbourg à 76 km.

### Communes limitrophes
Senones est limitrophe de six communes, toutes situées dans le département des Vosges et réparties géographiquement de la manière suivante :

### Géologie et relief
Hydrogéologie et climatologie : Système d’information pour la gestion des eaux souterraines du bassin Rhin-Meuse :
Territoire communal : Occupation du sol (Corinne Land Cover); Cours d'eau (BD Carthage),
Géologie : Carte géologique; Coupes géologiques et techniques,
 Hydrogéologie : Masses d'eau souterraine; BD Lisa; Cartes piézométriques.

#### Environnement
La commune est encore discrètement marquée par les séquelles de guerre, vestiges de l'ancien front qui s'est un temps stabilisé sur les crêtes.
Les paysages et la faune bénéficient de la proximité de la forêt domaniale de Bannes (hêtraie-sapinière dominante), où sur 200 hectares la forêt est conservée comme future « forêt ancienne » pour sauver le grand tétras recensé là par l'Office français de la biodiversité et l'Office national des forêts en 1989. La réserve biologique de Bannes dont la partie Est sera classée en réserve naturelle intégrale sur 105 hectares, est sans doute celle où la naturalité est redevenue la plus élevée dans les Vosges gréseuses. 
Elle abrite plus de 20 % de bois mort, dont 12 % de très gros-bois (6,4 m² de surface terrière par ha à Bannes Est), ce qui est devenu rare en France. Si le tétras continue à régresser, cette situation est néanmoins favorable au retour d'une haute biodiversité et en particulier d'une diversité élevée d'invertébrés saproxylophages et de champignons, ainsi qu'à des espèces telles que la chouette de Tengmalm, le pic noir et le pic cendré. Il faut aussi noter que Senones se trouve à la limite sud d'un ensemble forestier allant presque jusqu'à Sarrebourg, c'est-à-dire d'une étendue nord-sud d'environ 60 kilomètres sur les Vosges gréseuses.

### Hydrographie et les eaux souterraines
La commune est située dans le bassin versant du Rhin au sein du bassin Rhin-Meuse. Elle est drainée par le Rabodeau, le ruisseau des Ravines, le ruisseau de Lavaux, le ruisseau de la Forain, le ruisseau de la Route Forestiere, le ruisseau de Repafosse, le ruisseau du Vieux Moulin et le ruisseau le Courade,.
Le Rabodeau, d'une longueur totale de 25,7 km, prend sa source dans la commune de Moussey et se jette dans la Meurthe à Moyenmoutier, face à Étival-Clairefontaine, après avoir traversé quatre communes.
Le ruisseau des Ravines, d'une longueur totale de 10,6 km, prend sa source dans la commune de La Petite-Raon et se jette dans le Rabodeau à Moyenmoutier, après avoir traversé trois communes.

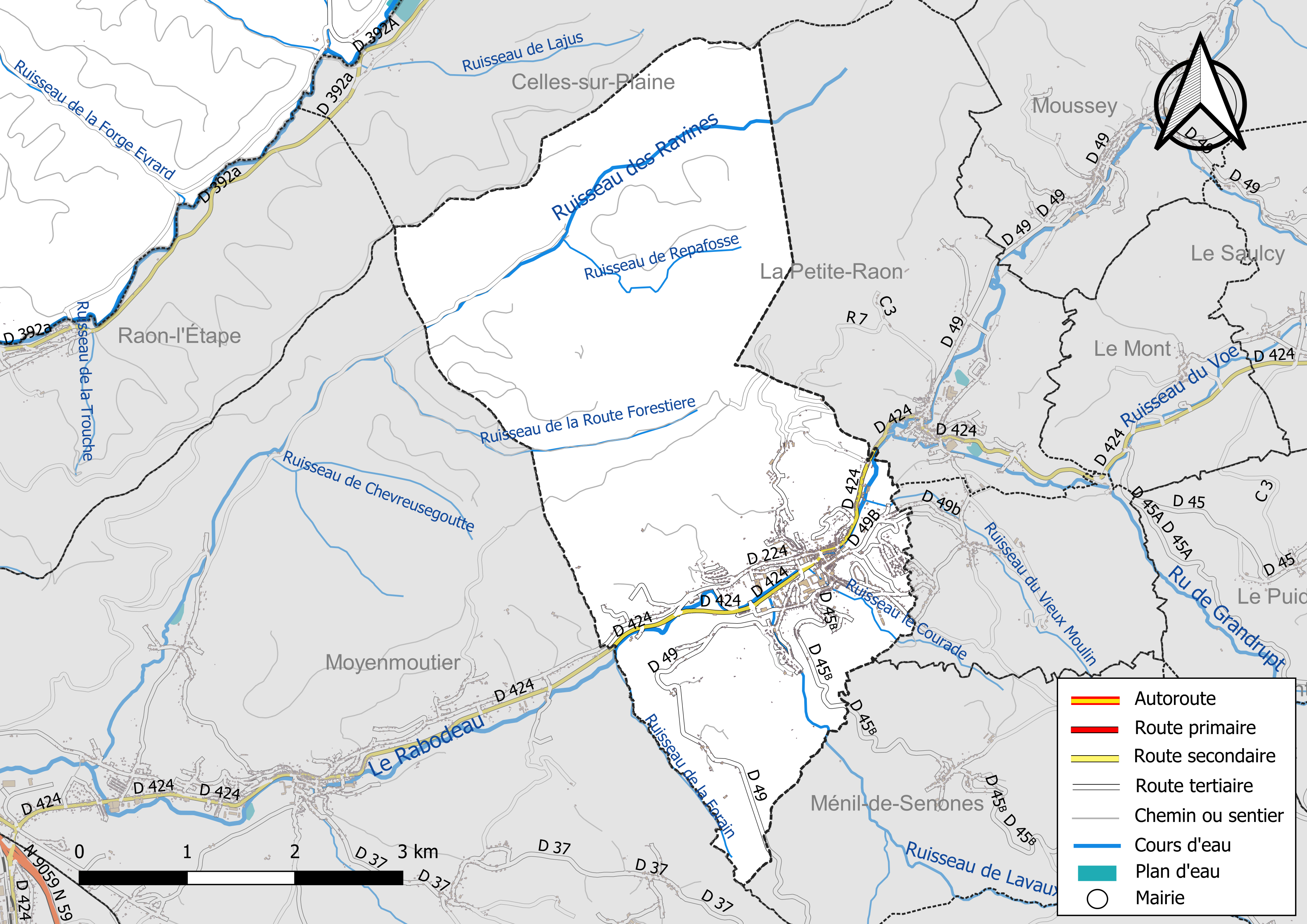
Réseaux hydrographique et routier de Senones.

La qualité des cours d’eau peut être consultée sur un site spécial géré par les agences de l’eau et l’Agence française pour la biodiversité.

### Climat
Pour des articles plus généraux, voir Climat du Grand Est et Climat des Vosges.
En 2010, le climat de la commune est de type climat de montagne, selon une étude du Centre national de la recherche scientifique s'appuyant sur une série de données couvrant la période 1971-2000. En 2020, Météo-France publie une typologie des climats de la France métropolitaine dans laquelle la commune est exposée à un climat semi-continental et est dans la région climatique  Vosges, caractérisée par une pluviométrie très élevée (1 500 à 2 000 mm/an) en toutes saisons et un hiver rude (moins de 1 °C). 
Pour la période 1971-2000, la température annuelle moyenne est de 9,5 °C, avec une amplitude thermique annuelle de 17 °C. Le cumul annuel moyen de précipitations est de 1 222 mm, avec 13,1 jours de précipitations en janvier et 10,7 jours en juillet. Pour la période 1991-2020, la température moyenne annuelle observée sur la station météorologique de Météo-France la plus proche, « Ban-de-Sapt », sur la commune de Ban-de-Sapt à 6 km à vol d'oiseau, est de 10,3 °C et le cumul annuel moyen de précipitations est de 1 027,3 mm. 
La température maximale relevée sur cette station est de 36,9 °C, atteinte le 7 août 2015 ; la température minimale est de −17 °C, atteinte le 19 décembre 2009,,. 
Les paramètres climatiques de la commune ont été estimés pour le milieu du siècle (2041-2070) selon différents scénarios d'émission de gaz à effet de serre à partir des nouvelles projections climatiques de référence DRIAS-2020. Ils sont consultables sur un site spécial publié par Météo-France en novembre 2022.

## Urbanisme

### Typologie
Au 1er janvier 2024, Senones est catégorisée bourg rural, selon la nouvelle grille communale de densité à sept niveaux définie par l'Insee en 2022.
Elle appartient à l'unité urbaine de Moyenmoutier, une agglomération intra-départementale regroupant six  communes, dont elle est ville-centre,,. Par ailleurs la commune fait partie de l'aire d'attraction de Saint-Dié-des-Vosges, dont elle est une commune de la couronne,. Cette aire, qui regroupe 47 communes, est catégorisée dans les aires de 50 000 à moins de 200 000 habitants,.

### Occupation des sols
L'occupation des sols de la commune, telle qu'elle ressort de la base de données européenne d’occupation biophysique des sols Corine Land Cover (CLC), est marquée par l'importance des forêts et milieux semi-naturels (75,9 % en 2018), en diminution par rapport à 1990 (77,3 %). La répartition détaillée en 2018 est la suivante : 
forêts (75,9 %), prairies (7,5 %), zones urbanisées (7 %), zones agricoles hétérogènes (7 %), zones industrielles ou commerciales et réseaux de communication (1,4 %), mines, décharges et chantiers (1,3 %). L'évolution de l’occupation des sols de la commune et de ses infrastructures peut être observée sur les différentes représentations cartographiques du territoire : la carte de Cassini (XVIIIe siècle), la carte d'état-major (1820-1866) et les cartes ou photos aériennes de l'IGN pour la période actuelle (1950 à aujourd'hui).

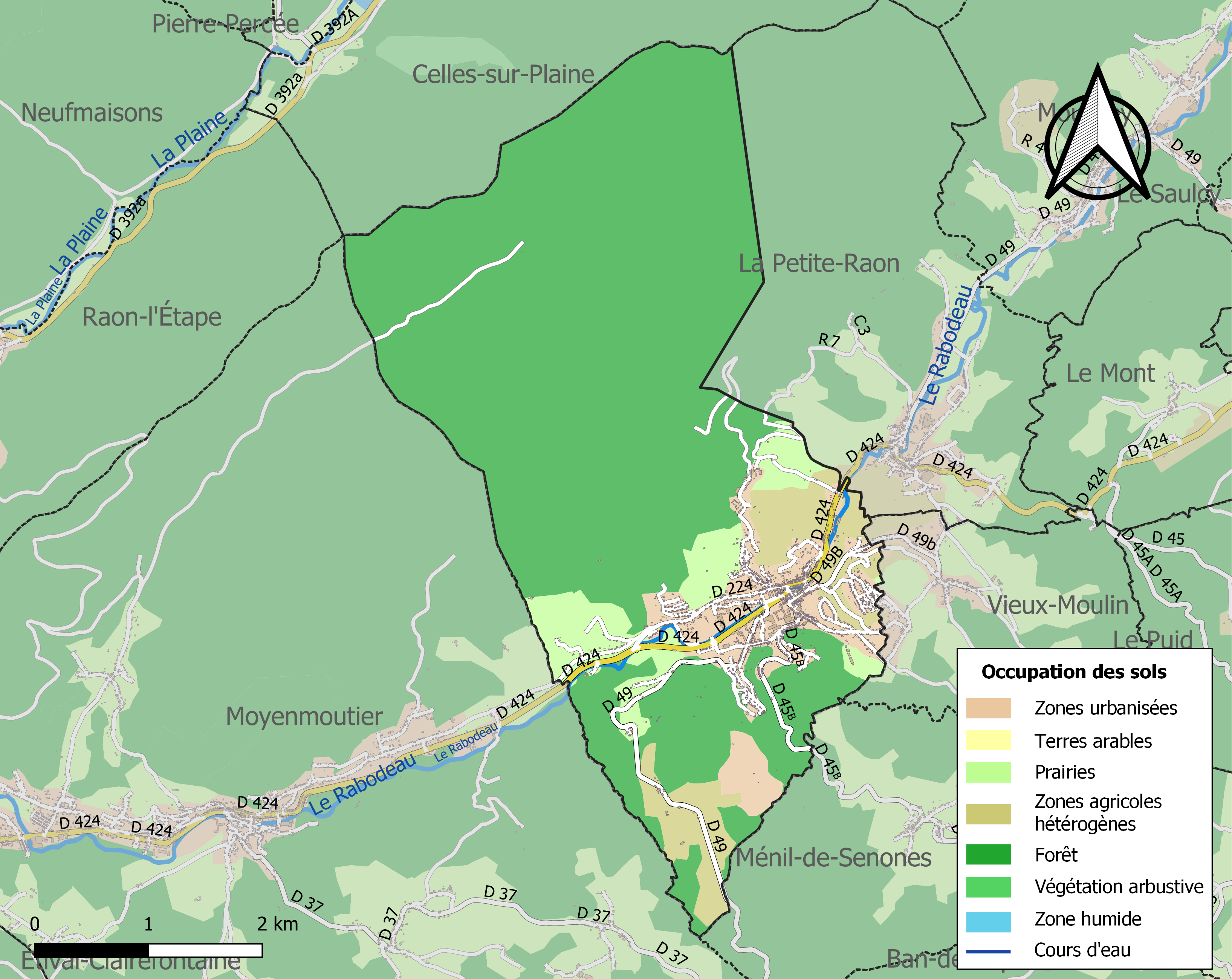
Carte des infrastructures et de l'occupation des sols de la commune en 2018 (CLC).

## Toponymie
Les formes anciennes du nom sont: Senonensis monasterii (938); Senoines (1238); Senone (1261); Senones (1268); Sennoines (1291); Senoyne, Senoie (1304); Zenoinnes (1302); Cenoinnes (1309); Senoinnes (1313); Scennoines (1351); Senonne (1402); Senone (1434); Prévosté et mairie du Val de Senonne (1566).
Ce nom pourrait venir de celui du peuple gaulois des Sénons, « les Anciens » (du gaulois senos signifiant vieux, ancien) qui, avant de fonder Sens près de l'Yonne, auraient pu passer par les Vosges en venant de l'Est et laisser quelques implantations sur leur passage (voir aussi à l'ouest du même département, Senonges, ancien Senoneas, Senongas, Senonias, au Xe siècle). Jacques Lacroix émet cette hypothèse en rapprochant ces noms de localités de la découverte à Metz, en 1895, d'une dédicace religieuse aux Matres Senonum, « les déesses-Mères des Sénons ».

## Histoire
Anciennement dénommée Senonia, la ville actuelle s'est bâtie autour de l'abbaye bénédictine Saint-Pierre fondée en 640 par saint Gondelbert. Gondelbert, patron d'un ban mérovingien a peut-être favorisé l'installation d'un modeste moutier ou monastère après 640. Parce qu'il porte la crosse, on le croyait autrefois archevêque de Sens
À l'époque carolingienne, abbaye et ban de Senones sont attribués à l'évêque Angelram de Metz et à ses successeurs. En 1111, l'évêque de Metz impose comme voué (protecteur) le comte Hermann de Salm. L'abbaye Saint-Pierre est reconstruite en pierre par l'abbé architecte Antoine de Pavie entre 1097 et 1123. Cette construction initie le renouveau économique de la contrée au XIIe siècle. L'histoire du ban de Senones se confond ensuite avec la seigneurie-vouerie de Salm-en-Vosges et ses luttes entre 1250 et le XVIe siècle pour prendre le pouvoir sur le domaine de l'abbaye. Le 29 septembre 1571, Jean IX de Salm, comte de Salm et Frédéric Rhingrave de Salm, "comte sauvage du Rhin", cousins éloignés et beaux frères, coindivisaire du comté de Salm depuis une indivision de 1429, réunissent les familles importantes de la vallée du Rabodeau et se font reconnaître dans l'abbaye devant l'impuissant abbé Claude II, seuls maîtres des terres abbatiales dont ils avaient la protection. Senones et ses environs deviennent officiellement un comté laïc avec une puissante abbaye en son sein et non plus une seigneurie ecclésiastique sous la protection des De Salm. Philippe-Othon de Salm, le fils de Frédéric Rhingrave, deviendra Prince le 8 janvier 1623 en échange de quoi il abjure le protestantisme au profit du catholicisme, Jean IX n'ayant pas eu de fils, c'est son beau fils le Duc de Lorraine qui hérite de l'indivision, ainsi la situation juridique de la principauté est étrange entre 1623 et 1751: principauté indépendante ou partie du Duché de Lorraine ? Micro État indépendant ou propriété privée du Prince ? Et que dire de la situation avec l'abbaye ... a une époque où l'idée moderne d'Etat n'est pas encore bien définie. 
Au XVIIIe siècle, l'abbé Dom Calmet poursuit la reconstruction totale de l'abbaye commencée par ses prédécesseurs. On lui doit en particulier le grand escalier orné d'une grille en fer forgé de Jean Lamour. Voltaire vient rendre visite à Dom Calmet en 1754. Le 21 décembre 1751, Nicolas-Leopold, prince de Salm signe une convention avec Stanislas de Lorraine et Louis XV de France pour déterminer la situation de ses terres: il perd Badonviller et ses alentours ainsi que la rive droite de la Plaine en échange de la fin de l'indivision et de la pleine souveraineté de la principauté. Senones devient donc la capitale de la principauté de Salm-Salm dépendante du Saint-Empire romain germanique, micro Etat européen totalement enclavée à partir de 1766 dans le Royaume de France (annexion de la Lorraine). À la suite d'un blocus économique opéré par la république naissante, la principauté est annexée par la Convention le 2 mars 1793 et intègre le jeune département des Vosges. Face à l'abbaye, construite à l'ouest, le premier Prince de Salm-Salm, Nicolas Léopold, fait bâtir le premier château, achevé en 1754. Le deuxième Prince, Louis Charles Othon est le bâtisseur du deuxième château et des nombreuses dépendances. Tous ces bâtiments princiers, ainsi que des hôtels particuliers construits à la même époque, sont toujours présents dans le centre historique de la ville.
Elle fut chef-lieu de district de 1793 à 1795.
Dès la réunion de la Principauté de Salm-Salm à la France, les industries prirent possession des bâtiments libérés par les Princes et les abbés. C'est ainsi qu'en 1806, fut installée dans l'abbaye de Senones, la première filature mécanique de coton du département des Vosges par l'Anglais John Heywood en 1806, pionnier du coton dans les Vosges, dont les installations industrielles seront par la suite reprises par la société du baron Aimé-Benoît Seillière (1776-1860) et son cousin Benoît-Aimé Seillière, puis le fils de ce dernier, Nicolas-Ernest Seillière (1805-1865). L'industrie textile connut un essor considérable durant tout le XIXe siècle. La dernière usine, le tissage de l'abbaye, a fermé ses portes en 1992.
Senones a été sur la ligne du feu pendant quatre ans durant la Première Guerre mondiale et la population a été victime d'atrocités, dont des prises d'otages, des exécutions, des incendies de maisons. Elle fut également très éprouvée durant le second conflit : 354 hommes furent déportés le 6 octobre 1944 et 245 d'entre eux périrent dans les camps de concentration,. Pour toutes ces épreuves, la ville fut décorée des Croix de Guerre 14-18 et 39-45.

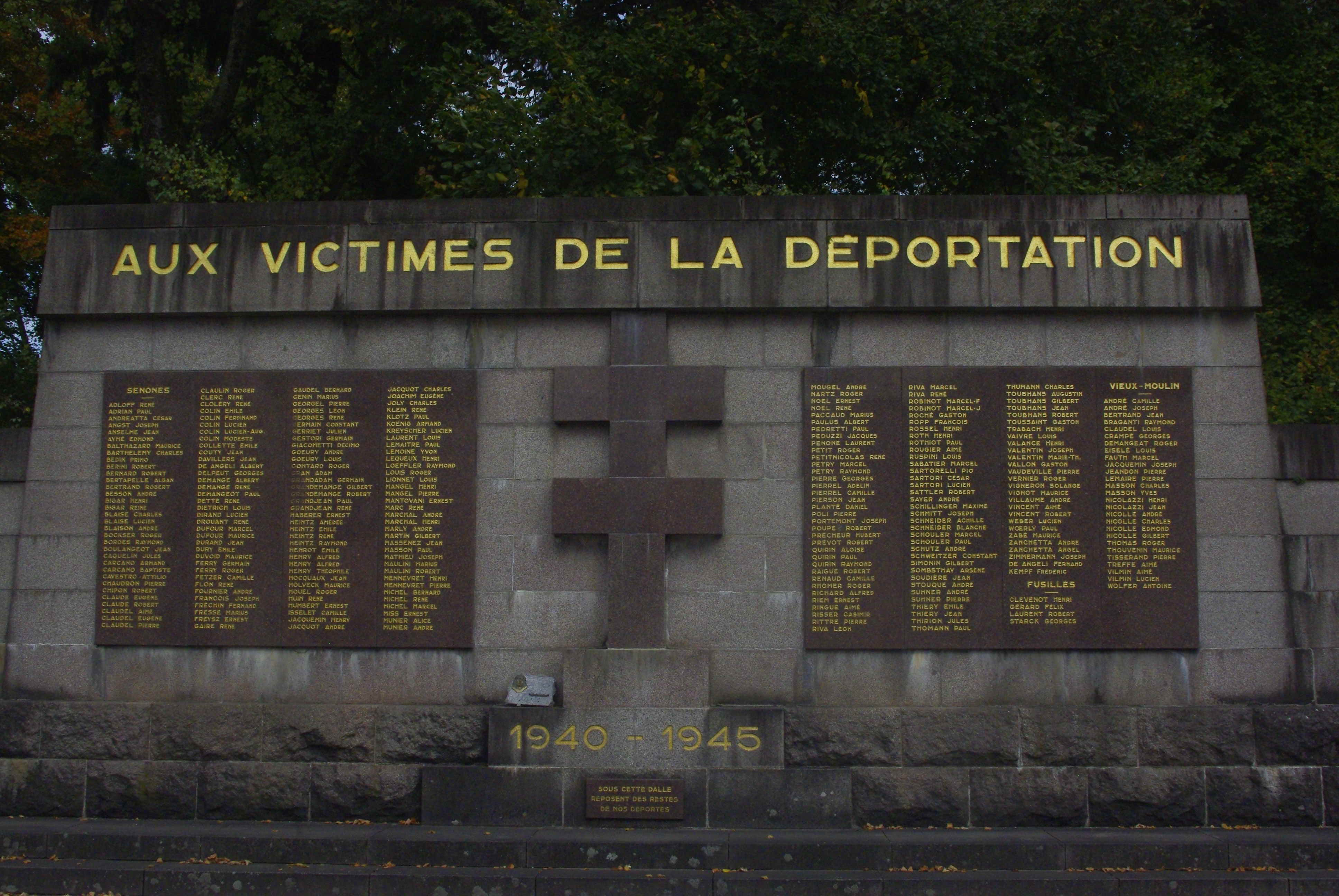
L'imposant monument aux victimes de la déportation illustre l'intensité des épreuves subies par la population durant le second conflit mondial.

## Politique et administration

### Budget et fiscalité 2022

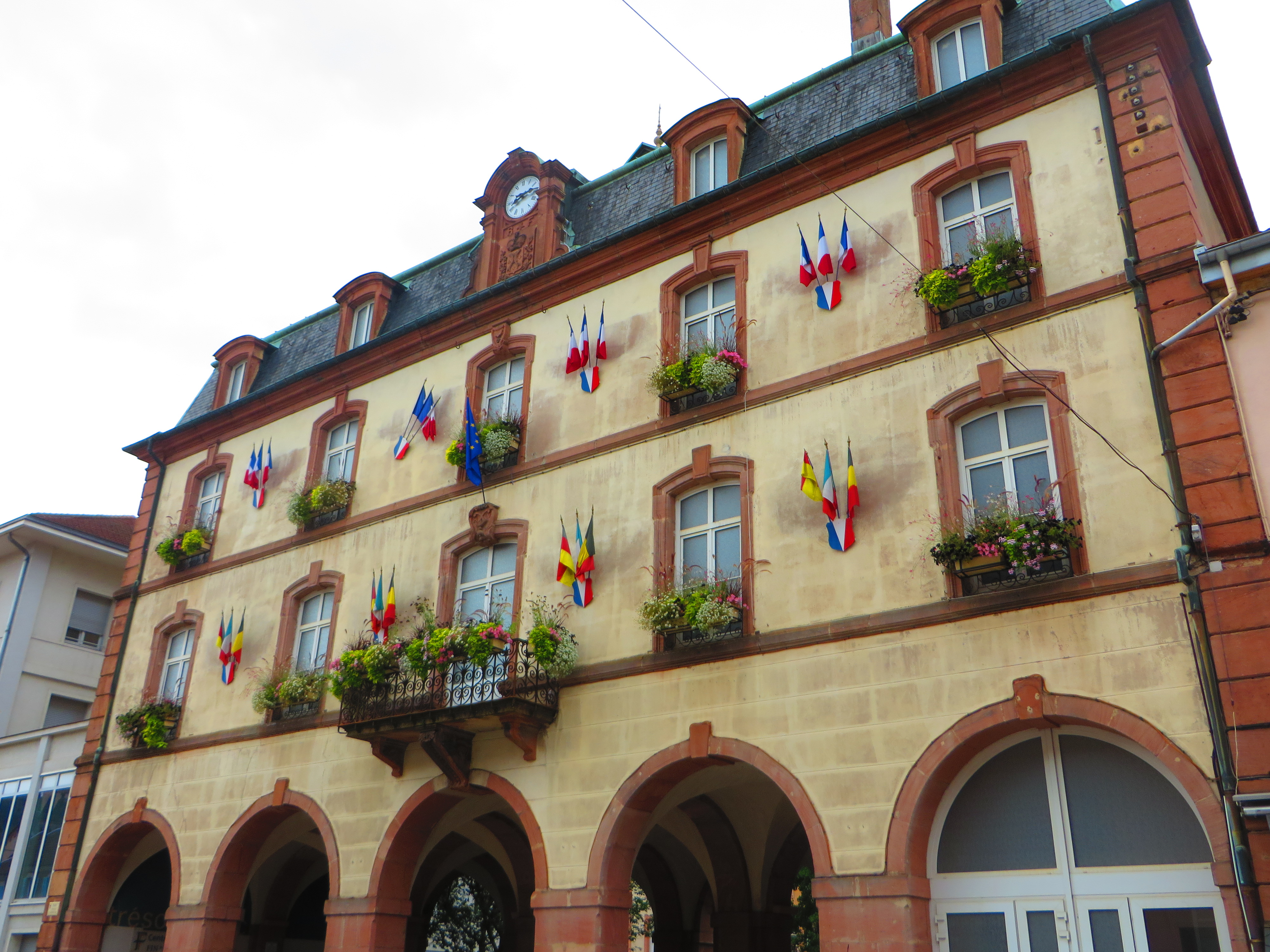
la mairie.

En 2022, le budget de la commune était constitué ainsi :
- total des produits de fonctionnement : 2 093 000 €, soit 852 € par habitant ;
- total des charges de fonctionnement : 1 404 000 €, soit 571 € par habitant ;
- total des ressources d'investissement : 1 969 000 €, soit 801 € par habitant ;
- total des emplois d'investissement : 2 815 000 €, soit 1 145 € par habitant ;
- endettement : 1 937 000 €, soit 788 € par habitant.

Avec les taux de fiscalité suivants :
- taxe d'habitation : 24,34 % ;
- taxe foncière sur les propriétés bâties : 41,40 % ;
- taxe foncière sur les propriétés non bâties : 30,98 % ;
- taxe additionnelle à la taxe foncière sur les propriétés non bâties : 0,00 % ;
- cotisation foncière des entreprises : 0,00 %.

Chiffres clés Revenus et pauvreté des ménages en 2020 : médiane en 2020 du revenu disponible, par unité de consommation : 18 380 €.

### Liste des maires
Avant 2015, la commune était le chef-lieu du canton de Senones. À la suite du redécoupage cantonal de 2014, elle rejoint le canton de Raon-l'Étape.

### Jumelages
Senones est jumelée avec :
- Marchin ( Belgique) depuis 1962
- Vernio ( Italie) depuis 1988
- Jettingen ( Allemagne) depuis 1993

## Population et société

### Démographie
L'évolution du nombre d'habitants est connue à travers les recensements de la population effectués dans la commune depuis 1793. Pour les communes de moins de 10 000 habitants, une enquête de recensement portant sur toute la population est réalisée tous les cinq ans, les populations de référence des années intermédiaires étant quant à elles estimées par interpolation ou extrapolation. Pour la commune, le premier recensement exhaustif entrant dans le cadre du nouveau dispositif a été réalisé en 2006.

En 2022, la commune comptait 2 334 habitants, en évolution de −5,35 % par rapport à 2016 (Vosges : −2,96 %, France hors Mayotte : +2,11 %).
| 1793  | 1800  | 1806  | 1821  | 1831  | 1836  | 1841  | 1846  | 1856  |
| ----- | ----- | ----- | ----- | ----- | ----- | ----- | ----- | ----- |
| 1 637 | 1 589 | 1 655 | 1 894 | 2 366 | 2 441 | 2 424 | 2 583 | 2 520 |

| 1861  | 1866  | 1872  | 1876  | 1881  | 1886  | 1891  | 1896  | 1901  |
| ----- | ----- | ----- | ----- | ----- | ----- | ----- | ----- | ----- |
| 2 503 | 2 602 | 2 757 | 2 950 | 3 163 | 3 936 | 4 027 | 4 121 | 4 151 |

| 1906  | 1911  | 1921  | 1926  | 1931  | 1936  | 1946  | 1954  | 1962  |
| ----- | ----- | ----- | ----- | ----- | ----- | ----- | ----- | ----- |
| 4 343 | 4 719 | 3 056 | 4 092 | 4 571 | 4 435 | 4 154 | 4 703 | 4 120 |

| 1968  | 1975  | 1982  | 1990  | 1999  | 2006  | 2011  | 2016  | 2021  |
| ----- | ----- | ----- | ----- | ----- | ----- | ----- | ----- | ----- |
| 4 015 | 3 882 | 3 427 | 3 157 | 2 906 | 2 781 | 2 543 | 2 466 | 2 364 |

| 2022  | - | - | - | - | - | - | - | - |
| ----- | - | - | - | - | - | - | - | - |
| 2 334 | - | - | - | - | - | - | - | - |

### Enseignement

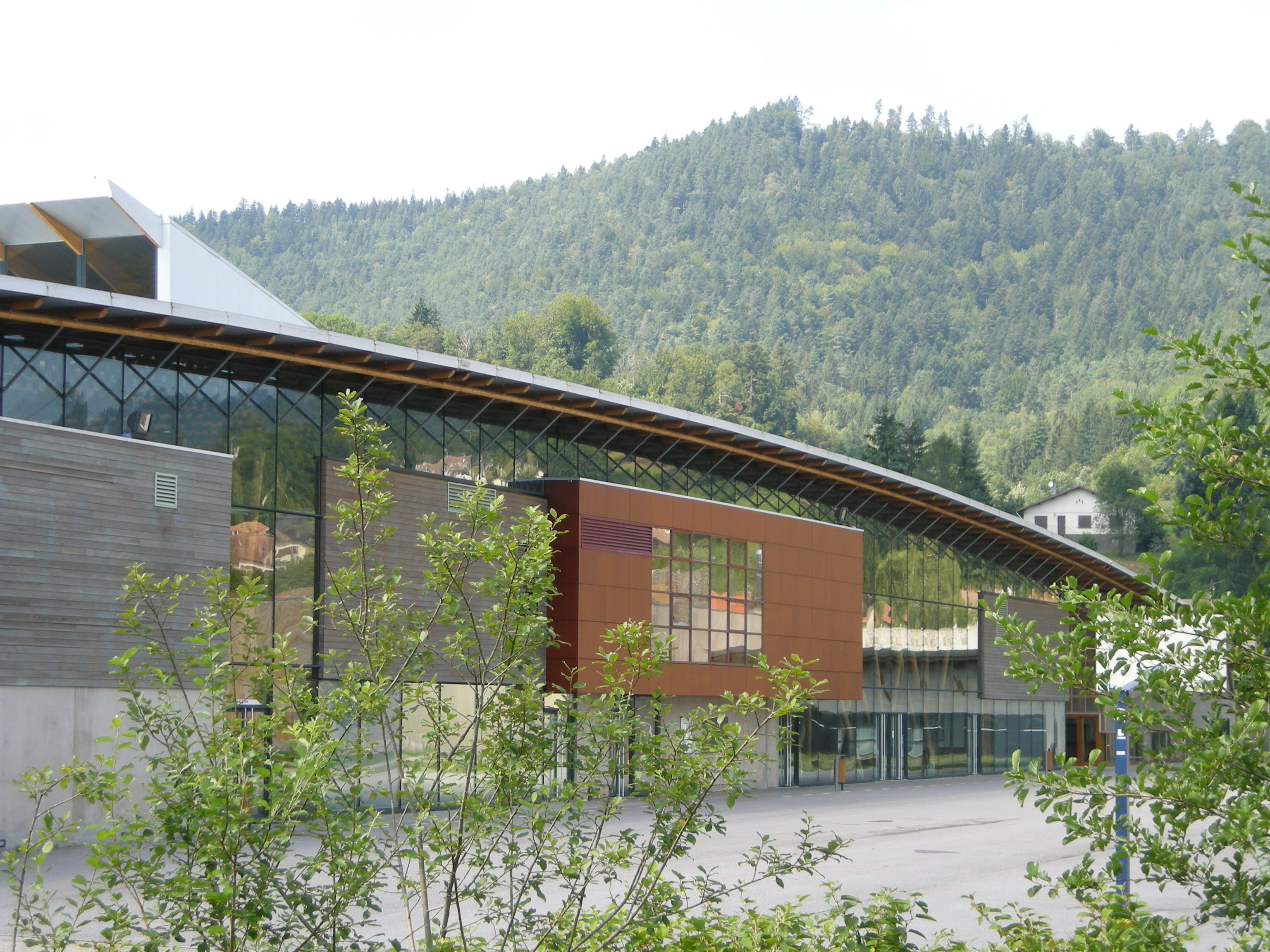
Le collège André Malraux

Le nouveau collège a été inauguré le 16 mars 2003, en présence du ministre de l'Éducation nationale d'alors, Luc Ferry.

## Économie
Senones a une riche histoire d'ancienne capitale de la Principauté de Salm-Salm mais aussi un cadre naturel préservé.
Le massif du Val de Senones qui conduit vers le col de Prayé et le Donon est un des plus beaux domaines forestiers de France, avec ses futaies jardinées de sapins de hêtres et d'épicéas avec de nombreuses cascades qui dévalent les pentes.
Toute la vallée se prête à une forme de tourisme de plus en plus orientée vers la détente, les activités sportives de pleine nature, la marche et les découvertes patrimoniales ou naturelles. De nombreuses structures d'accueil sont proposées au sein de l'office de tourisme du Pays des Abbayes. À peine 10 kilomètres séparent les abbayes d'Étival, Moyenmoutier et Senones. Elles sont ouvertes toute l'année et chacun peut les découvrir grâce à des fiches-visites disponibles sur place. Senones est labellisée Petites Cités de Caractère.

## Culture locale et patrimoine

### Lieux et monuments

#### Patrimoine religieux

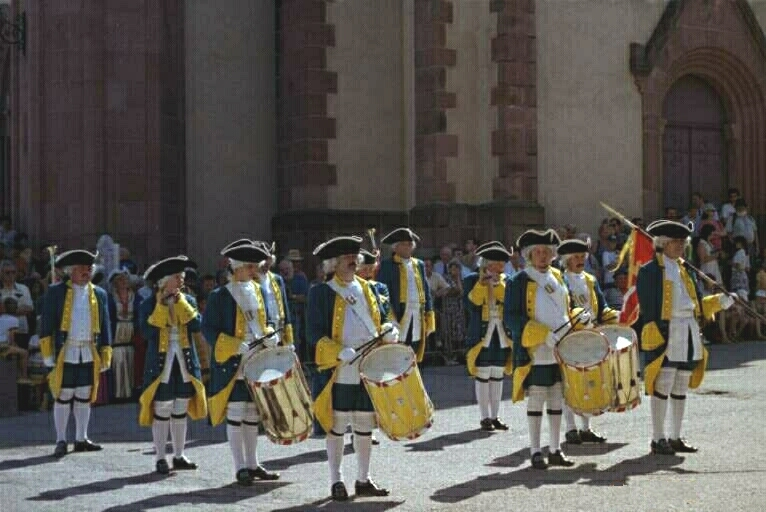
La relève de la garde de Salm.

- L'ancienne abbaye du VIIe siècle, reconstruite au XVIIIe siècle[39],[40], réputée pour sa bibliothèque de quinze mille volumes[41],[42], a été reconvertie en usine textile dès les premières années du XIXe siècle[43]. L'abbaye est en partie classée, en partie inscrite au titre des monuments historiques par plusieurs arrêtés en 1983, 2005 et 2012[44]
- L'église abbatiale Saint-Gondelbert[45],[46], construite par Antoine de Pavie au XIIe siècle et en grande partie détruite, a été reconstruite après 1860. La tour en est le seul vestige original ce qui lui vaut d'être classée au titre des monuments historiques par un arrêté en 2005[44]. L'église est, d'autre part, inscrite dans son ensemble par le même décret.
  - L'orgue, construit en 1882 par Charles et Henri Didier, a fait l'objet d'une reconstruction en 1920[47],[48],[49].
  - Le tombeau de Dom Calmet[50].
- Le temple protestant de Senones[51],[52], quai Jules Ferry, porte la date de 1896. Fait exceptionnel, il s'agit d'une synagogue désaffectée cédée en 1949 par la communauté juive aux protestants qui cherchaient un lieu de culte après la Seconde Guerre mondiale, "eu égard au dévouement des protestants envers les juifs durant les années de persécution"[53], comme le précise la plaque fixée sur le mur extérieur et dévoilée en 1997 à l’occasion du centenaire de l'inauguration de la synagogue. Le frontispice porte des inscriptions en hébreu, traduites en français sur la plaque du centenaire : "Car ma maison sera appelée maison de prière pour tous les peuples" (verset tiré du livre du prophète Ésaie, chapitre 56 verset 7)[54].
- Cimetière militaire de La Poterosse[55],[56],[57].
- La chapelle de l'hôpital.
- La chapelle de pitié (avenue princess Charlotte de Salm).

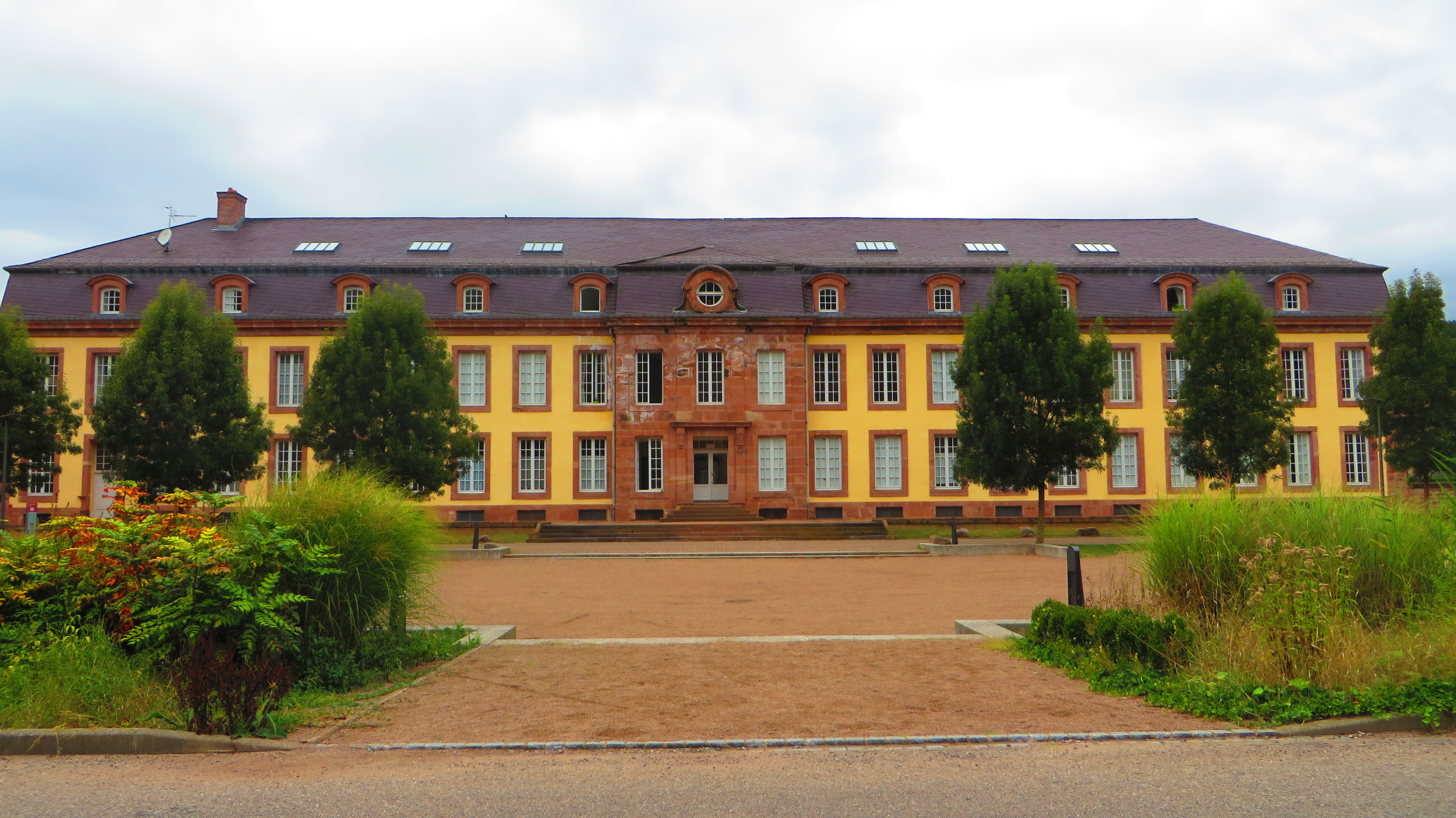
le château
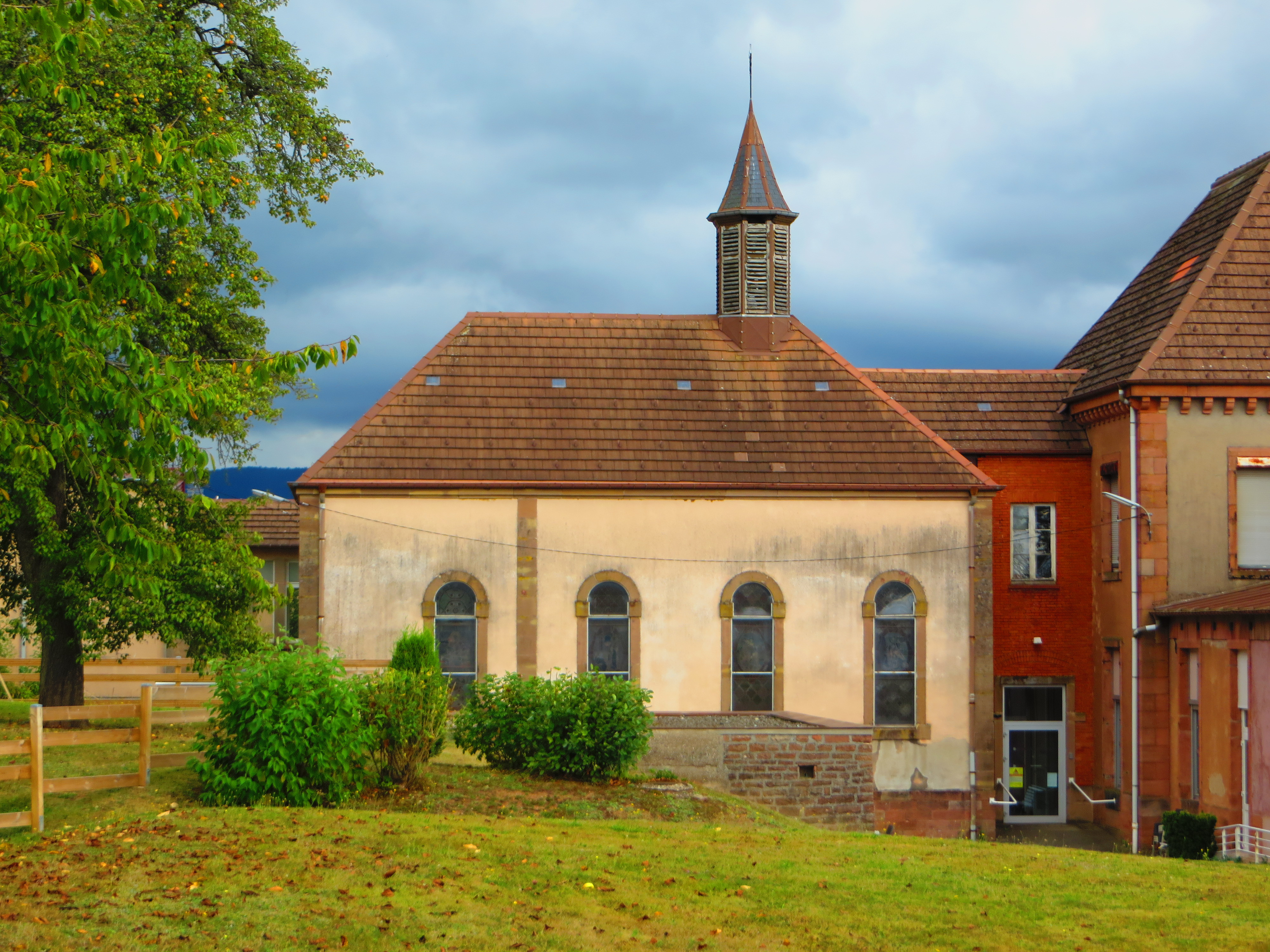
La chapelle de l'hôpital
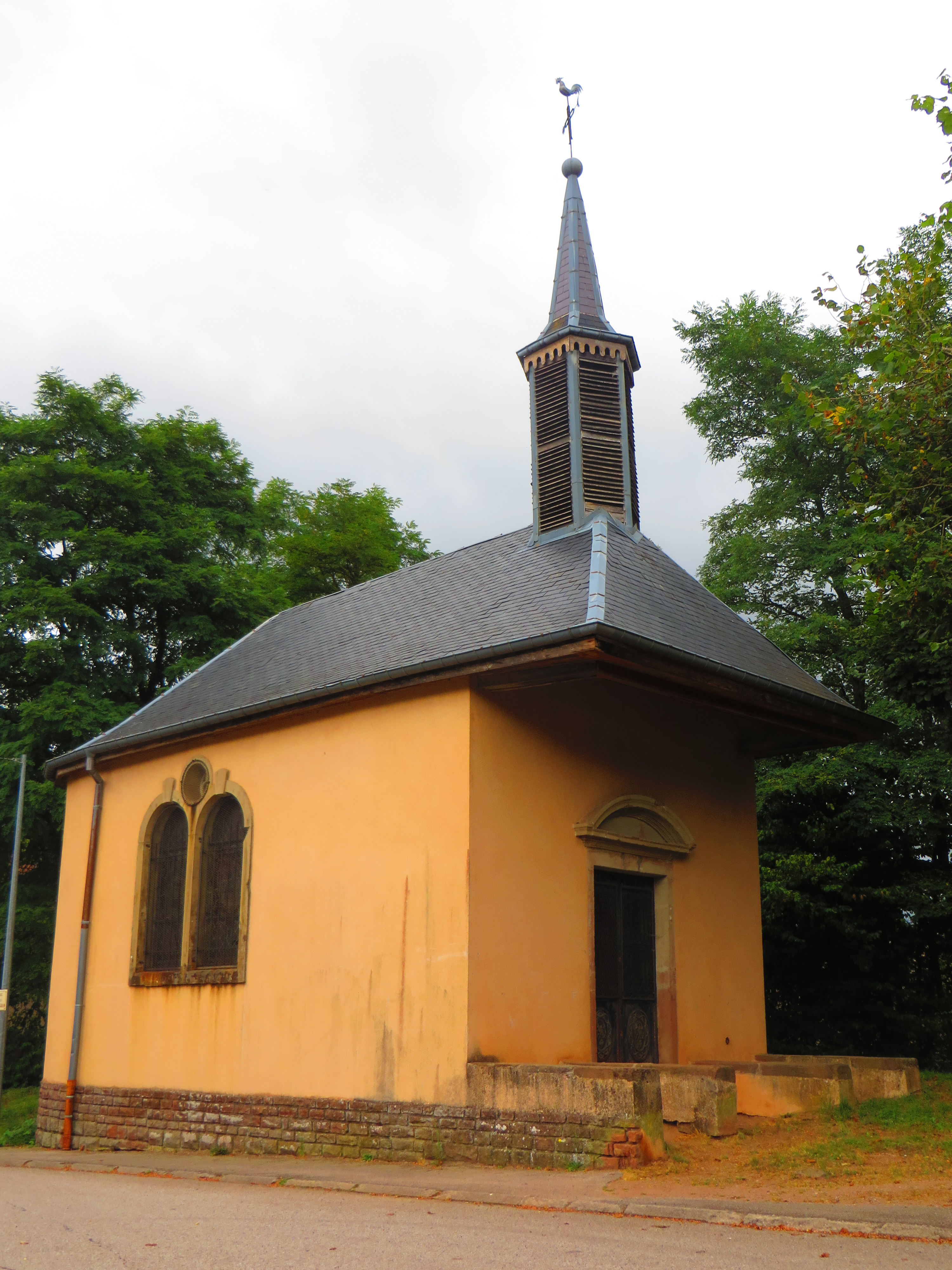
La chapelle de pitié
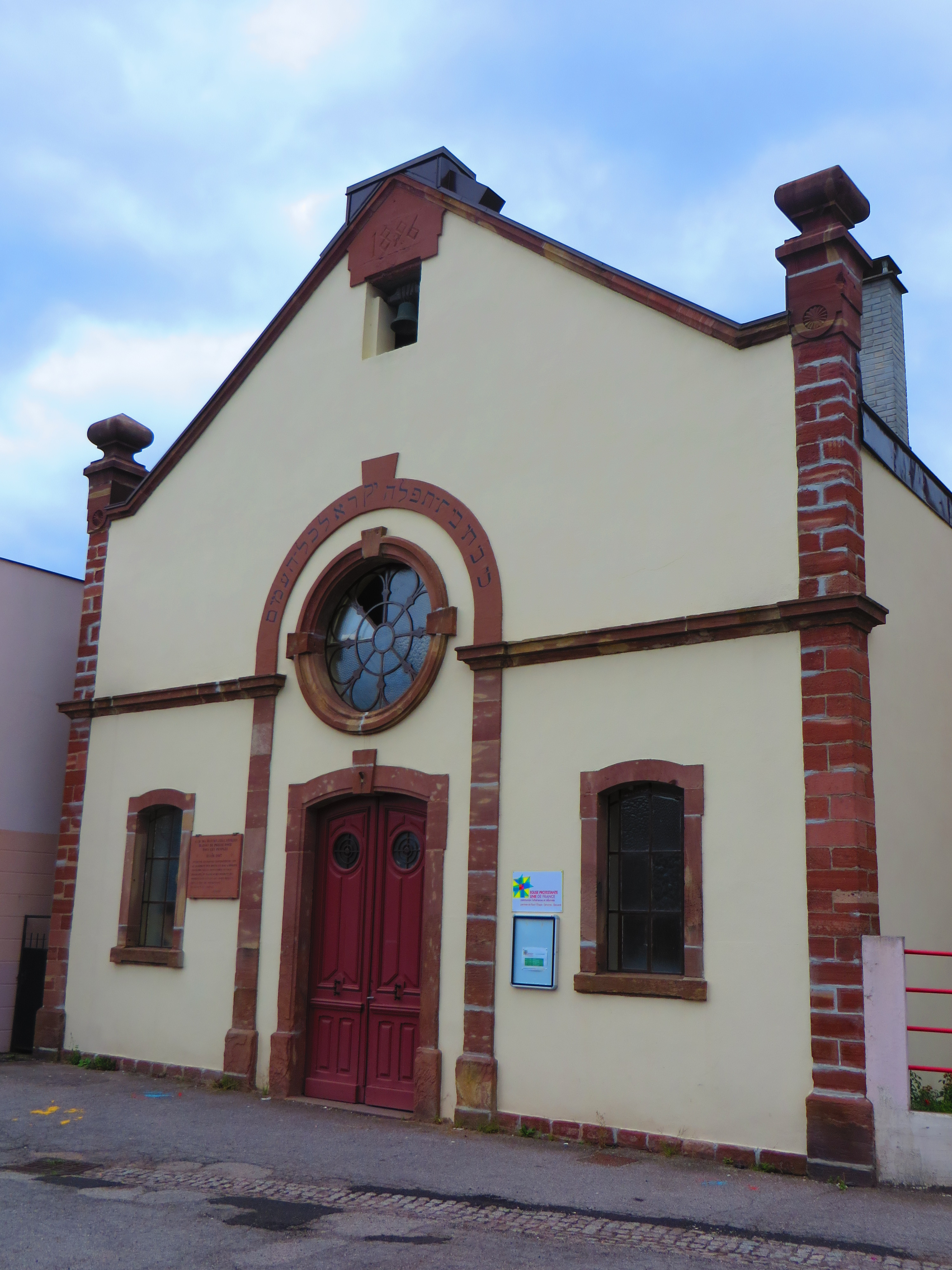
L'ancienne synagogue temple
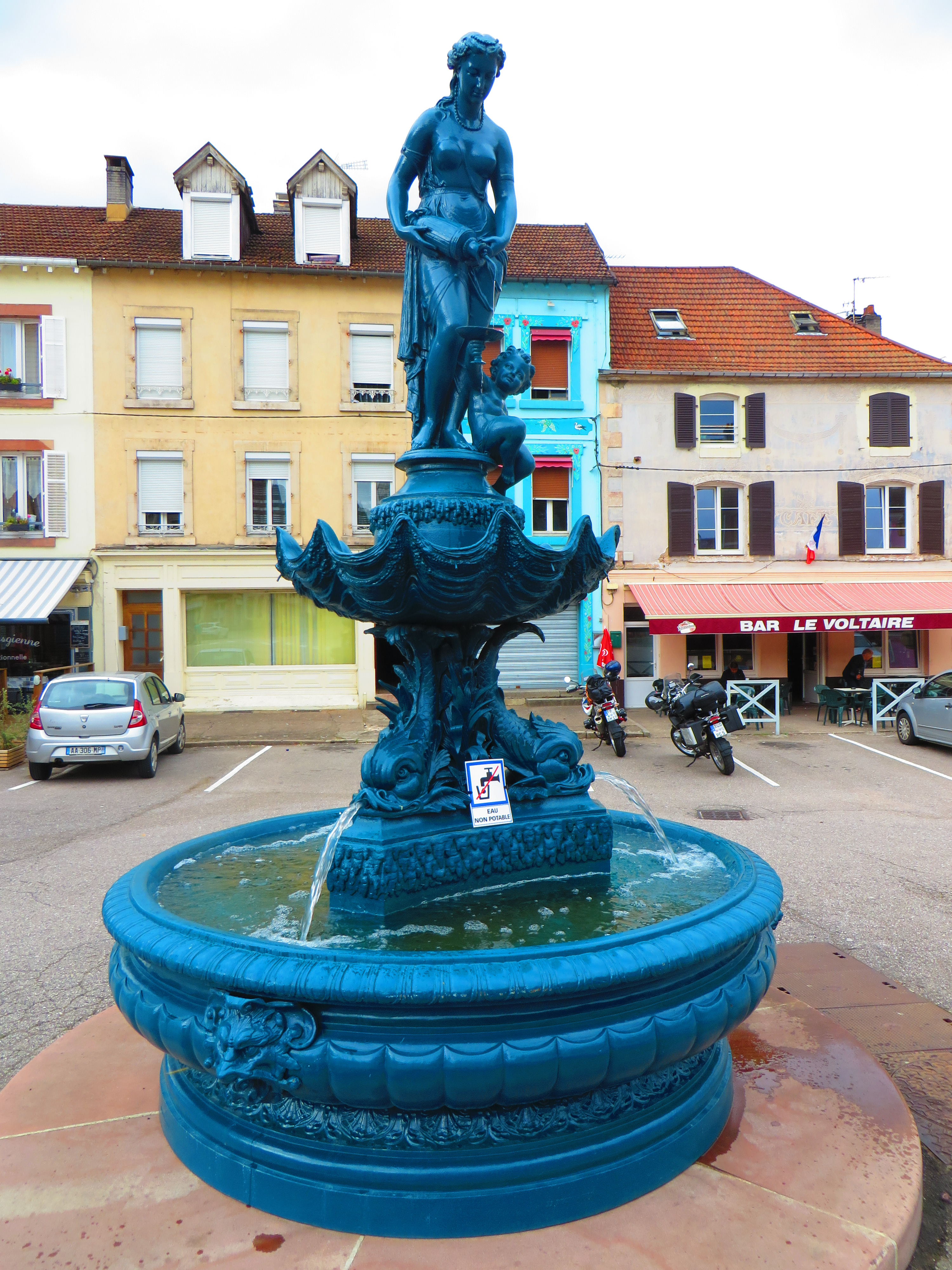
Une fontaine
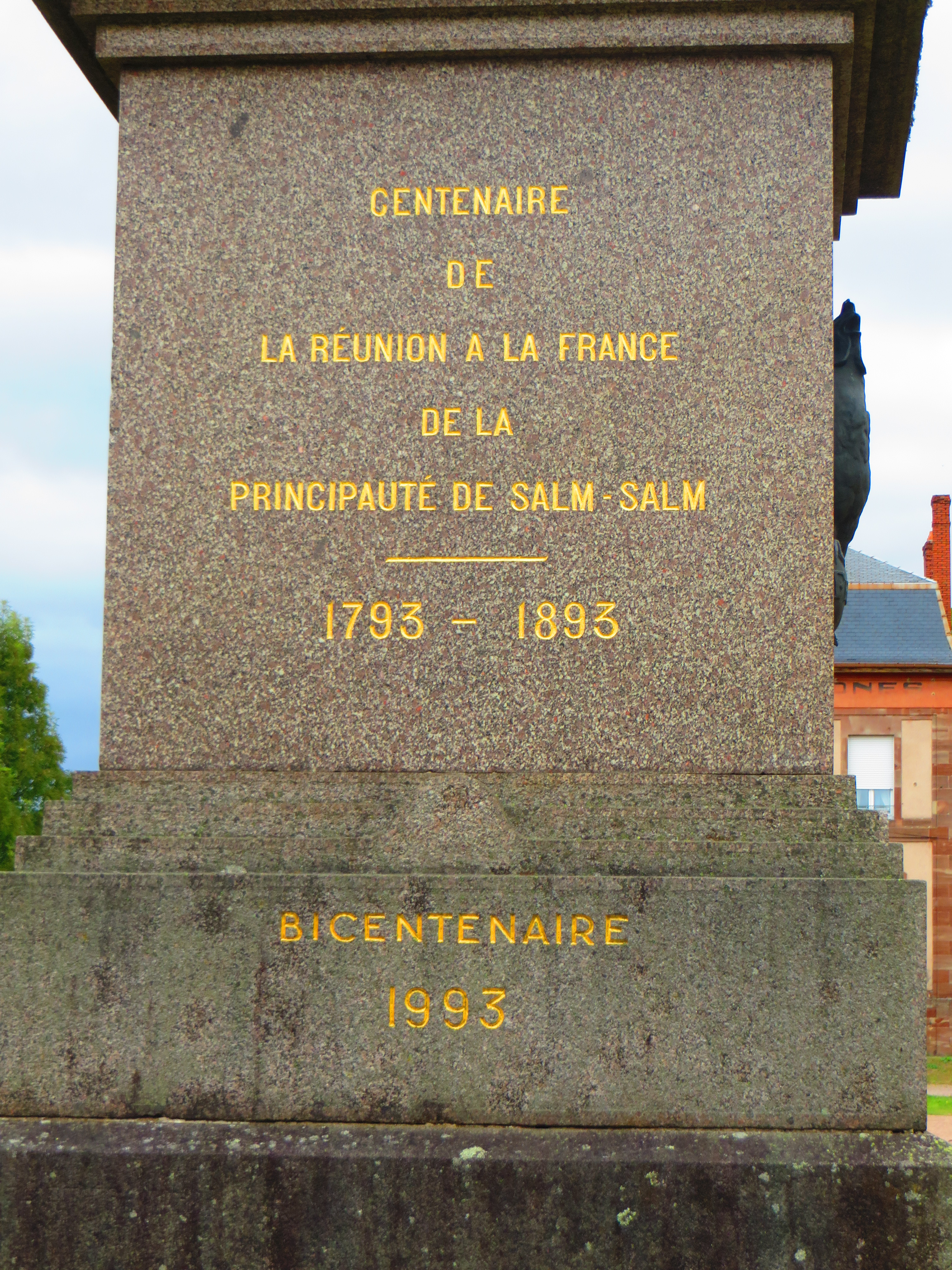
La stèle commémorative
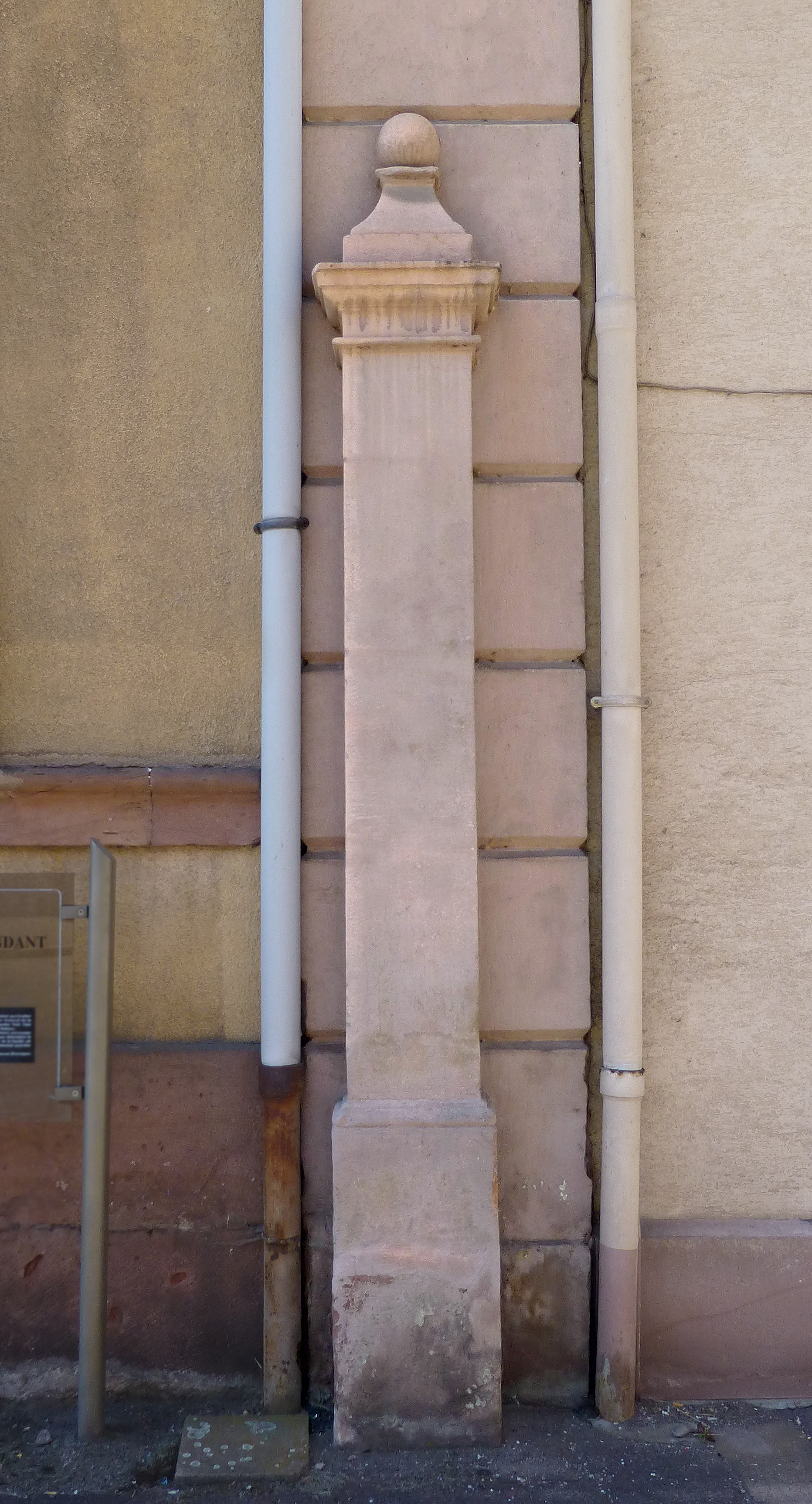
Pilori des princes de Salm

#### Patrimoine civil
- Les deux châteaux des princes de Salm-Salm (XVIIIe siècle)[60],[61],[62] : le premier, ancien hôtel de Bilistein, est classé au titre des monuments historiques par arrêté du 18 décembre 1997[63] ; le second, 6 place Charles-Thumann, est classé monument historique par arrêté du 19 mai 1994[64].
- Le pilori des princes de Salm, 3 place Clemenceau, probablement poteau limite de l'immeuble attenant, est inscrit monument historique par arrêté du 21 décembre 1982[65].
- L'ancien hôtel Messier, 5 place Clémenceau, construit en 1754 et inscrit au titre des monuments historiques par arrêté du 21 décembre 1982[66].
- L'ancien hôtel de Montfort puis du prince Charles, 6 place Clemenceau, construit en 1754, en partie classé et en partie inscrit au titre des monuments historiques par arrêté du 21 décembre 1982[67].
- Les jardins du Prince Charles sont inscrits au titre des monuments historiques par arrêté du 22 octobre 1991[68].
- Maison Art nouveau place Dom-Calmet, en face du Palais abbatial[69], inscrit au titre des monuments historiques par arrêté du 15 janvier 1975[70].
- Maison place Clemenceau[71].
- Statue de Voltaire[72].
- Fontaine place Clemenceau devant l'église St Gondelbert[73].
- Obélisque commémorant le centenaire de la réunion de la Principauté de Salm-Salm à la France en 1793[74].
- Le rapide du Rabodeau et la future voie verte : Le chemin de fer à vapeur fut un témoin de l'épopée industrielle de la vallée du Rabodeau : il parcourait alors en dix-huit minutes les neuf kilomètres menant d'Étival-Clairefontaine à Senones en passant par Moyenmoutier. Construite par souscription privée après 1872, cette ligne utilisait la traction à la vapeur et assurait un service régulier jusqu'en 1974. Elle a été la dernière exploitée en France de façon commerciale, avec des locomotives du type 030T Krupp (machine visible à Vigy) et ex030 TU 13.
La ligne reprise après 1974 par une association d'amateurs du rail permet alors de faire revivre à la belle saison l'aventure du chemin de fer. Elle assure une animation touristique et prépare à l'occasion des trains spéciaux de noces ou fêtant Senones, ancienne capitale de la principauté de Salm... L'arrêt de la modeste entreprise associative est provoqué à la fin des années 1980 par le non-renouvellement de la concession par le département des Vosges. Senones oublie ainsi son passé industriel pour s'ouvrir à un avenir touristique. Cette ancienne voie de chemin de fer, désormais voie verte, va prochainement retrouver un public pour la parcourir à pied ou à vélo.
- Le Musée de la Batterie : unique au Monde sur près de 1 000 m2 le premier musée consacré à cet instrument à ouvert ses portes dans un ancien magasin de bricolage au cœur de la ville[75].

### Personnalités liées à la commune
- Saint Gondelbert, moine errant et ancien évêque, fondateur de l'abbaye et donc de Senones au VIIe siècle
- Saint Enguerrand, évêque de Metz, archichapelain de Charlemagne et abbé de Senones au VIIIe siècle
- Antoine de Pavie, abbé de Senones au XIe siècle, restaurateur de l'ordre abbatial contre les vicissitudes des moines, il reconstruit et agrandit l'abbaye
- Richer, moine et historien du XIIIe siècle, auteur de la chronique de Richer racontant la vie du pays de Salm de l'époque
- Tous les comtes (de 1111 à 1623) et princes (de 1623 à 1793) de Salm
- Dom Mathieu Petitdidier, abbé de Senones au début du XVIIIe, theologien et constructeur de la bibliothèque de l'abbaye
- Dom Augustin Calmet, abbé de Senones vivant au XVIIIe siècle, ami de Voltaire, auteur de nombreux ouvrages religieux, historiques et ésotériques.
- Pierre Michel (1745-1838), avocat, magistrat et homme politique né à Senones, député de la Meurthe à la Convention nationale.
- Christophe Dieudonné, né le 12 octobre 1757 à Senones et mort le 18 octobre 1805 à Saint-Saulve (Nord), avocat et homme politique, député des Vosges à l'Assemblée nationale législative, préfet du Nord.
- Nicolas Christophe Gehin (1764-1825), homme politique né à Senones, député des Vosges en 1815, pendant les Cent-Jours.
- Dom J-F Lombard, dernier abbé de Senones, prêtre réfractaire, meurt simple curé de Saint Jean du Mont en 1815
- Voltaire, qui passa 3 semaines du 10 juin au 2 juillet 1754 à Senones, chassé par le Prince il lui retorquera qu'un escargot pourrait faire le tour de son État en une heure
- Pierre Humbourg, journaliste et écrivain, né en 1901 à Senones.
- Solange Vigneron, née le 16 juillet 1919 à Senones, dont une rue porte son nom. Lieutenant des FTPF, elle fut guillotinée à Cologne le 11 mai 1944[76],[77]. Sa dépouille est enterrée au cimetière de Senones. Par arrêté du secrétaire d'État à la défense chargé des anciens combattants en date du 18 janvier 2002, la mention « Morte en déportation » est apposée sur les actes et jugements déclaratifs de son décès[78].
- Achille Derivaux, général, baron[79].
- Nicolas Welche, né le 6 février 1769 à Senones, fonctionnaire, député des Vosges[80].
- Ambroise Pelletier
- Constant Verlot député maire né le 21 février 1876 à Paris et mort le 15 avril 1933 à Senones
- Eugène Curien, né à Senones en 1868, évêque de La Rochelle de 1923 à 1937, se retire de sa charge et meurt à Senones en 1947
- Franck Thilliez, dans son roman Il était deux fois (Fleuve Eds., 2020), insère la quatrième de couverture d'un roman policier imaginaire qui a pour cadre une ville du nom de Senones : "Automne 2008. Senones, une petite ville de quinze mille habitants, encastrée au fond d'une vallée, est sous le choc: le corps d'un enfant de neuf ans a été retrouvé dans l'une des turbines d'une usine hydroélectrique, dans une mise en scène qui rappelle un meurtre irrésolu vieux de vingt-cinq ans." (chapitre 51) Il est vrai qu'il déclare que cette ville est imaginaire au chapitre 55. Le fait que le nom Senones soit un palindrome joue un rôle dans l'intrigue.

### Culture
Ce serait à Senones en 1258 que les vendanges tardives auraient été inventées, d'après Richer. Après une année catastrophique, les vendanges ont dû être reportées jusqu'à fin octobre car le raisin n'était toujours pas mûr au coeur de l'automne. Les vignes furent prises en glace en novembre et on décida avec désespoir de le récolter quand même ce qui fut une excellente surprise lorsqu'on le goûta en vin l'année suivante (il n'y a plus de vigne aujourd'hui à Senones) 
Chaque année la garde de Salm continue sa relève.

### Héraldique
| Blason | Blasonnement : De gueules, à deux saumons d'argent adossés et posés en pal, accompagnés de quatre croisettes du même, une en chef, une en pointe et une à chaque flanc. Commentaires : Les deux saumons sont l'emblème de la famille de Salm, originaire de la vallée de la Salm, un sous-affluent de la Meuse des Ardenne belges. Seules les armoiries des comtes de Salm en Vosges comprennent des croisettes. |

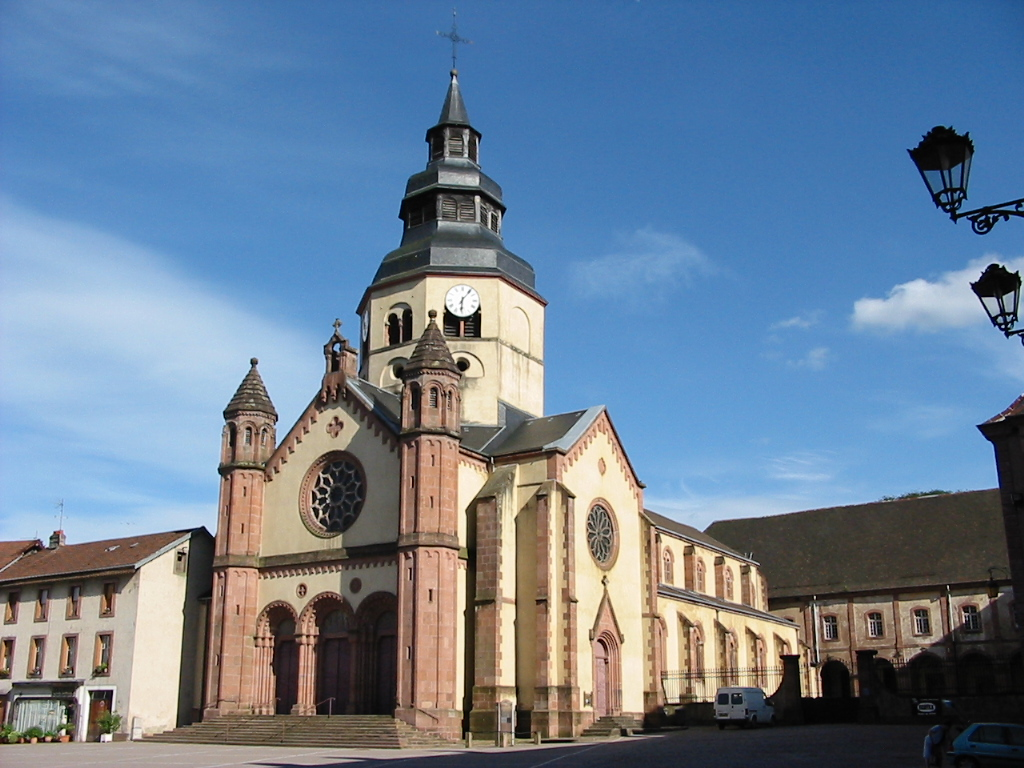
L'église Saint-Gondelbert

Le blason de Senones est celui de la principauté de Salm ; il est à rapprocher de ceux de Celles-sur-Plaine, Allarmont, La Petite-Raon et Grandfontaine qui faisaient également partie de la principauté.

## Pour approfondir